# Victor Philippe
Victor Philippe (* 19. Jahrhundert; † 20. Jahrhundert) war ein französischer Radrennfahrer.

## Sportliche Laufbahn
Philippe war im Straßenradsport aktiv. Das Eintagesrennen Paris–Évreux gewann er 1909. 1910 siegte er in der nationalen Meisterschaft im Straßenrennen der Amateure vor José Pelletier. 1913 wurde er Dritter der Meisterschaft bei den Unabhängigen.